# Vishnu Kant Shastri
Vishnu Kant Shastri, född 2 maj 1929 i Kolkata, död 17 april 2005, var en indisk politiker inom BJP.
Shastri var medlem av Västbengalens parlament från 1977 till 1982 för Janata Party. 1980 gick han med i det nybildade partiet BJP. Han var ordförande för BJP i Bengalen två gånger, 1982-1986 och 1996-1998, och vice-ordförande för partiet i hela Indien 1988-1993. Han var ledamot av Rajya Sabha 1992-1998. Från 1999 till 2000 var han guvernör i delstaten Himachal Pradesh och från 2000 till 2004  guvernör i Uttar Pradesh.
Shastri hade examen i hindi från Calcutta University och skrev ett antal böcker. Han avled av en hjärtattack på ett tåg mot New Delhi.